# Alexander Onassis
Alexander Onassis (griechisch Αλέξανδρος Ωνάσης Aléxandros Onásis) (* 30. April 1948; † 23. Januar 1973 in Athen, Griechenland) war der einzige Sohn des griechischen Reeders und Milliardärs Aristoteles Onassis und dessen erster Frau Athina Livanos. Die gemeinnützige Alexander-Onassis-Stiftung trägt seinen Namen.

## Leben
Alexander Onassis wuchs in gut behüteten und sehr reichen Verhältnissen auf. Die zerrüttete Ehe seiner Eltern belastete seine Jugend schwer; 1960 wurde die Scheidung ausgesprochen.
Anders als seine Schwester und seine Mutter gab er sich nie Exzessen hin. Im Gegensatz zu seinem Vater, der den Medienrummel um seine Person genoss, zog er es vor, im Schatten zu stehen und sich von Reportern fernzuhalten. Sein Privatleben war ihm heilig, da er in seiner Jugend mit seinen Eltern sehr oft Objekt medialer Interessen gewesen war. Seine Lebensgefährtin der letzten Jahre war Fiona Thyssen, die geschiedene Frau von Hans Heinrich Thyssen-Bornemisza.
Onassis stürzte 1973 bei einem Testflug über Athen ab. Drei Tage lag er im Koma, bis sein Vater entschied, dass lebensverlängernde Maßnahmen eingestellt werden sollten. Alexander Onassis wurde auf der Insel Skorpios beigesetzt, die im Privatbesitz der Familie war. Aristoteles Onassis gründete zum Gedenken an seinen Sohn in Griechenland die Alexander-Onassis-Stiftung; sie hat heute ihren Sitz in New York City und ist eine der größten Wohltätigkeitsorganisationen weltweit. Alexanders Mutter kam über den Tod ihres Sohnes nicht hinweg und nahm sich ein Jahr darauf das Leben. Aristoteles Onassis fiel durch die Unglücks- und Todesfälle in der Familie in tiefe Melancholie und wurde nach seinem Tod 1975 an der Seite Alexanders beigesetzt.
Alexanders zwei Jahre jüngere Schwester Christina Onassis, die auf das Wirtschaftsleben überhaupt nicht vorbereitet war, übernahm nach dem Tod von Bruder und Vater die Familiengeschäfte.

## Zitat
„Mein Vater liebt bekannte Namen, und Jackie liebt Geld.“